# حزب ماتوبهوم
 حزب ماتوبهوم أو حزب الوطن الام (بالتايلاندية:พรรคมาตุภูมิ) و(بالإنكليزية:Matubhum Party) هو حزب سياسي تايلاندي تأسس في نوفمبر 2008 ويمثل أساسا مصالح الاقلية المسلمية في تايلاند التي تتمركز في المحافظات الجنوبية في تايلاند ويقود الحزب المليونير الجنرال سونثي بونياراتجلين التزم الحزب الحياد خلال الاحتجاجات التايلندية 2010 التي جرت بين مجموعة من الأحزاب التايلاندية علي رئاسة الوزراء، انضم سونثي رئيس اركان الجيش التايلاندي السابق الي الحزب في نوفمبر 2009 وأصبح فورا زعيم الحزب 
خلال انتخابات البرلمان التايلاندي 2011 حصل الحزب علي مقعدين في البرلمان التايلاندي  من خلال الدائرة الانتخابية في محافظة فطاني وألتزمو بالمعارضة لحكومة رئيسة الوزراء ينغلوك شيناواترا، خلال المجلس السابق للانتخابات كان الحزب يحتفظ بخمس مقاعد  بالبرلمان ويشارك بالحكومة من خلال منصب نائب وزير التعليم ونائب وزير المالية

## وصلات خارجية
- الموقع الرسمي للحزب  نسخة محفوظة 18 أغسطس 2011 على موقع واي باك مشين. (بالتايلندية)